# Rožmberk nad Vltavou
Rožmberk nad Vltavou (německy Rosenberg) je město v Šumavském podhůří na Českokrumlovsku. Jeho historické jádro bylo prohlášeno městskou památkovou zónou. Žije zde 375 obyvatel.
Střed města je vzdálen 23 km jižně od Českého Krumlova a 7 km severovýchodně od Vyššího Brodu. Rožmberk je 5. nejjižnější obcí v ČR a nejmenším městem v Jihočeském kraji.
Město se rozkládá na katastrálních územích Rožmberk nad Vltavou a Horní Jílovice. Na části těchto katastrálních územích se rozkládá evropsky významná lokalita Vltava Rožmberk – Větřní (kód lokality CZ0310035).

## Historie
Poprvé je zdejší hrad písemně zmiňován v roce 1250. Založil ho syn Vítka z Prčice z rodu Vítkovců. Městečko v podhradí založil v roce 1262 Vok z Rožmberka. Již dříve však v místech nižšího vltavského brodu stávala osada na stezce z Netolic do Lince. Ta poté s nově vzniklým městečkem splynula.
V roce 1302 vymřela krumlovská větev Vítkovců a panství převzali Rožmberkové. Tento rod přenesl své sídlo na Krumlov, ale Rožmberk udržovali nadále. V roce 1590 zde Vilém z Rožmberka založil pivovar.  Po smrti Petra Voka v roce 1611 přešlo vlastnictví panství na jeho synovce Jana Zrinského, později ho převzal rod Švamberků.
Ti ho ale vlastní jen na krátkou dobu, protože jim je v roce 1620 za jejich účast na stavovském povstání zkonfiskován. Panství převzal francouzský šlechtický rod Buquoyů, kteří ho vlastnili až do roku 1945.
V letech 1938 až 1945 byl Rožmberk nad Vltavou (pod názvem Rosenberg) v důsledku uzavření Mnichovské dohody přičleněn k nacistickému Německu. Po 2. světové válce došlo k vysídlení obyvatel německé národnosti.
V roce 2006 se ve městě a okolí natáčela komedie Rafťáci. Od 10. října 2006 byl obci vrácen status města.

## Vývoj počtu obyvatel

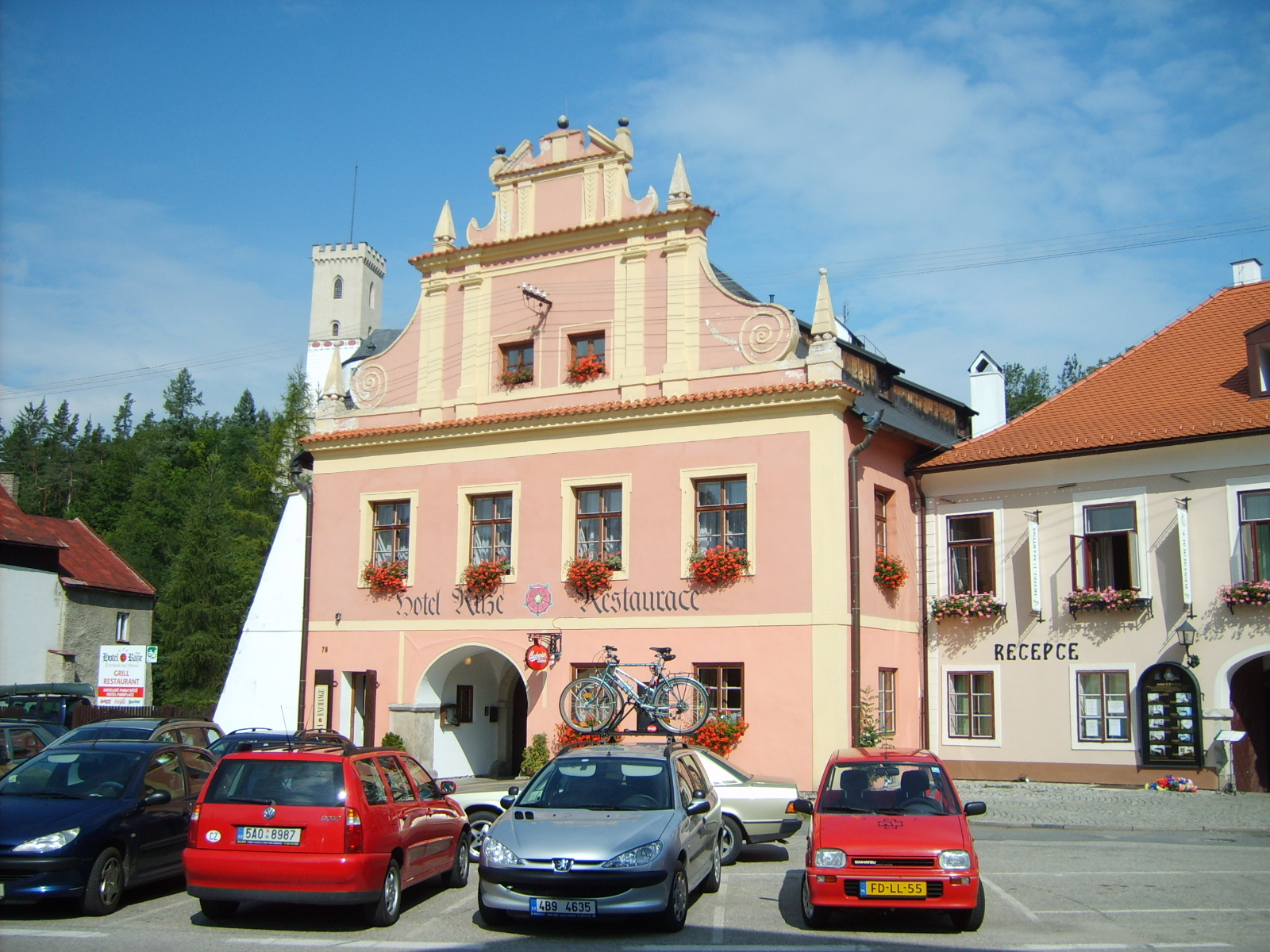
Zrekonstruovaný hotel Růže

| Rok sčítání    | 1869  | 1900  | 1930  | 1950 | 1970 | 1980 | 1991 | 2001 | 2007 |
| -------------- | ----- | ----- | ----- | ---- | ---- | ---- | ---- | ---- | ---- |
| Počet obyvatel | 2 107 | 1 719 | 1 502 | 661  | 493  | 388  | 335  | 333  | 382  |

### Statistika

#### Sčítání lidu, 2001
- Počet obyvatel: 333
- Národnost:
  - česká : 83,8 %
  - slovenská : 10,2 %
  - německá : 4,8 %
- Náboženské vyznání: věřící : 25,5 % , z toho:
  - římskokatolická církev : 91,8 %
- Ekonomická aktivita: ekonomicky aktivní : 166 , z toho:

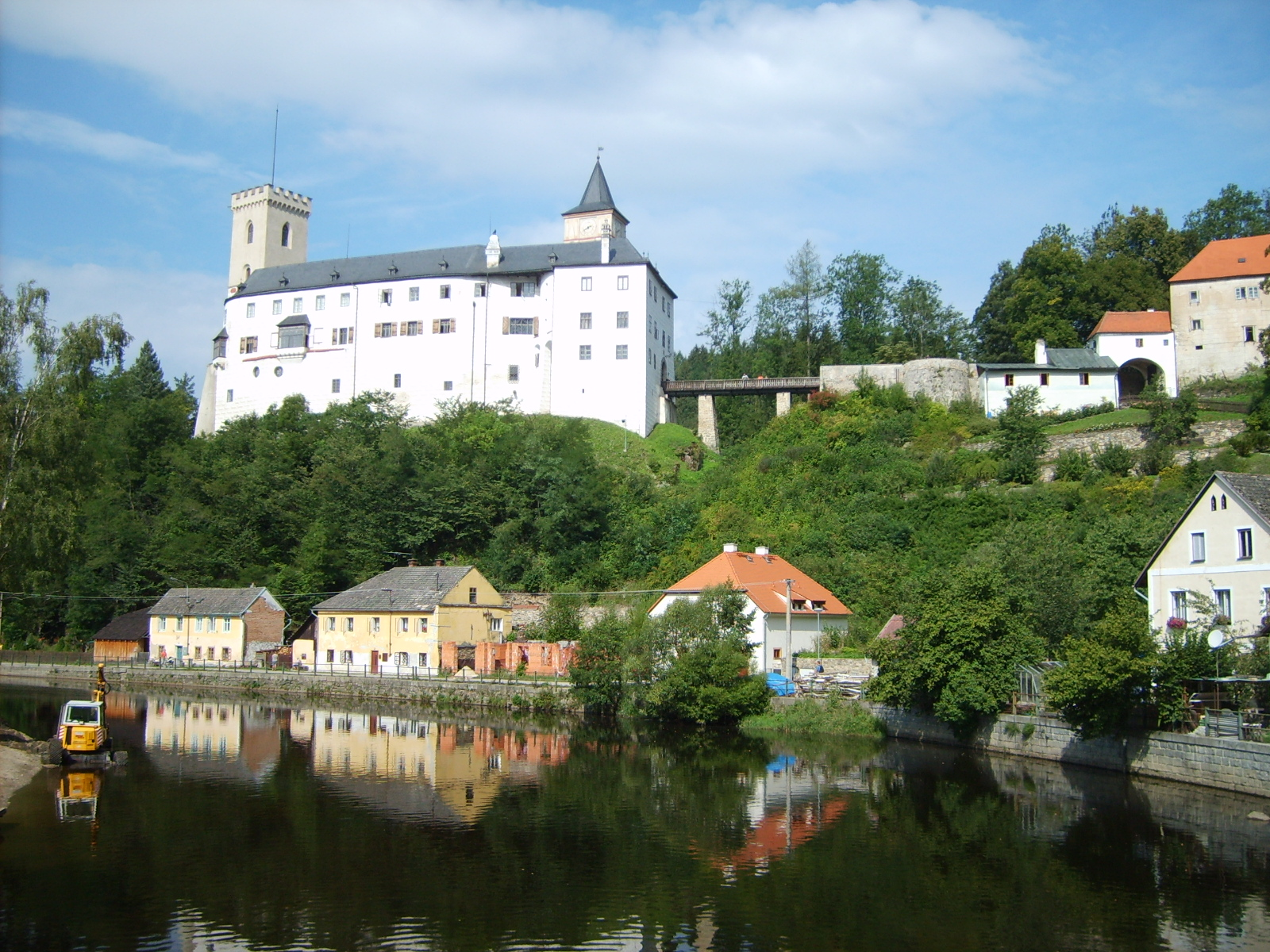
Vltava pod hradem

  - nezaměstnaní: 11,45 %
  - zaměstnaní v zemědělství: 21,7 %
  - v průmyslu: 10,8 %
  - ve stavebnictví: 8,4 %
  - ve veřejné správě: 6,0 %
  - v obchodu: 4,8 %

#### MVČR, 2007
- Počet obyvatel: 382 , z toho:
  - podíl mužů: 50,0 %
  - podíl dětí do 15 let: 16,2 %
- Průměrný věk: 38,1 let

## Obecní správa a politika

### Místní části
- Rožmberk nad Vltavou, název katastrálního území
- Přízeř

### Zaniklé osady
- Horní Jílovice, dnes místní název, název katastrálního území
- Jiříčkov, dnes místní název
- Machnatec, dnes místní název
- Poustevna

## Hospodářství
Rožmberk je jedním z turisticky nejatraktivnějších míst krumlovského okresu. Je to dáno velkým množstvím památek ve městě a atraktivním umístěním v hornaté krajině při řece Vltavě.
Město je již dlouhá léta vyhlášené jako jedno z hlavních center v Česku oblíbeného vodáctví. V letní sezoně se nejvíce vodáků plaví na vltavském úseku přibližně od Vyššího Brodu k Českému Krumlovu. S tím je spojena nutnost ubytovacích kapacit pro tento druh turistů – na území města se u řeky nachází tři kempy: vodácký tábor (severně od města), Rožmberk (pod hradem) a U tří veverek (u železniční zastávky, 4 km jižně od města).

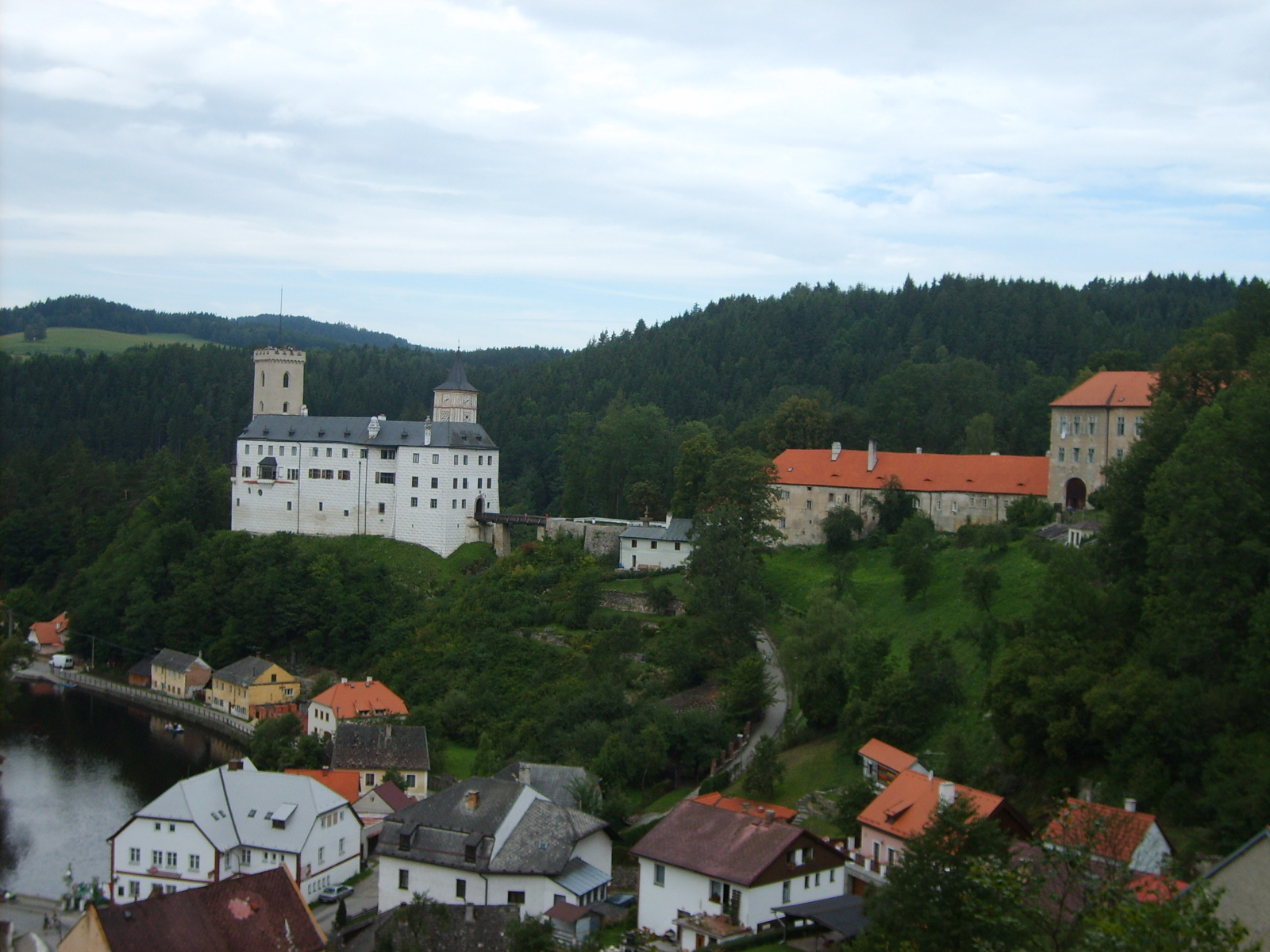
Celkový pohled na hradní komplex

Návštěvu Rožmberka turisté spojují s okolními zajímavými místy. Pro ně jsou zajištěny možnosti ubytování v cca 3 hotelech a 5 penzionech. Najdeme zde také velký počet stravovacích zařízení – od restaurací až po kavárny a bary. Je zde pivovar.

## Doprava

### Silnice
Rožmberkem prochází silnice II/160 spojující Český Krumlov a Horní Dvořiště. Od Českého Krumlova až k železniční zastávce Rožmberk (v délce cca 25 km) sleduje tok Vltavy a jsou na ní mnohé zatáčky. Mezi obcí Větřní a Rožmberkem neprochází žádným větším sídlem. Hustá doprava je na ní zejména v letní sezoně.
Napojení na evropskou silnici E55 zajišťuje silnice II/163/silnice II/160 .

#### Autobusové linky
- 320021 České Budějovice – Český Krumlov – Lipno n. Vlt. – Horní Planá – Nová Pec
- 330002 Kaplice – Rožmberk n. Vlt. – Frymburk
- 330065 Český Krumlov – Rožmberk n. Vlt. – Frymburk

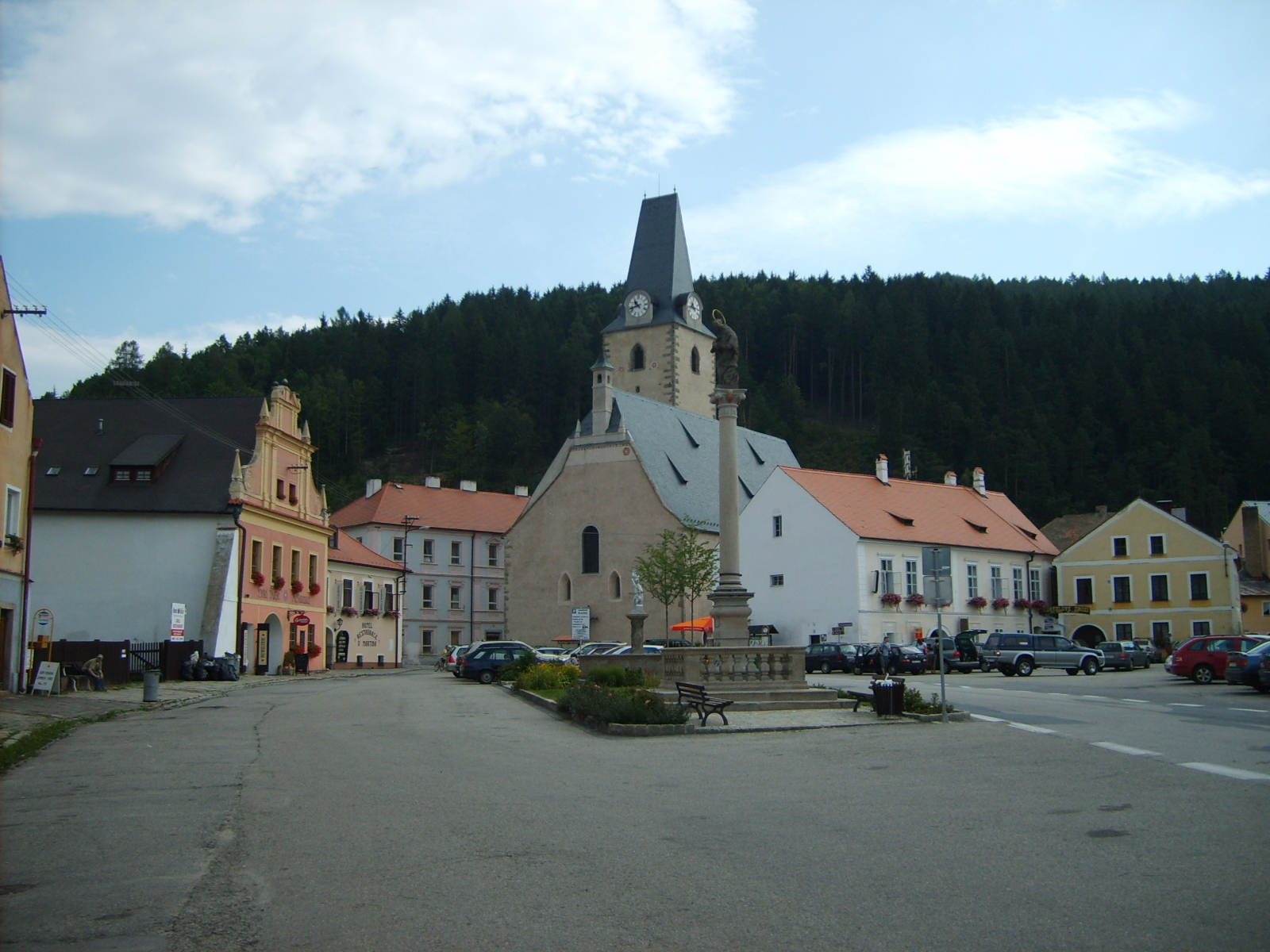
Kostel a socha sv. Jana Nepomuckého na náměstí

### Železnice

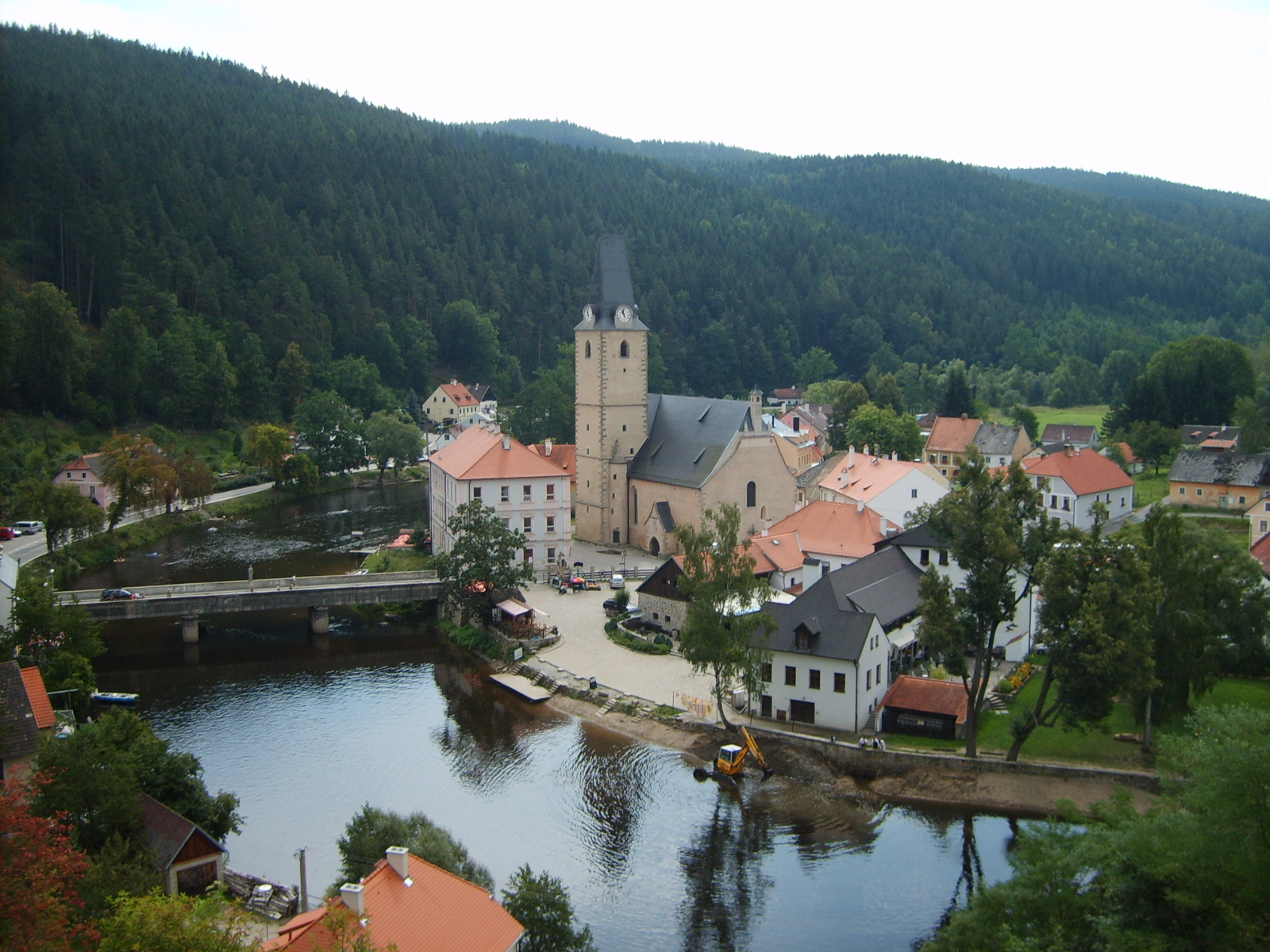
Střed města a most přes Vltavu

4,5 km jižně od města se nachází železniční stanice Rožmberk nad Vltavou na trati 195 Rybník - Lipno nad Vltavou (na tzv. Vyšebrodské elektrické železnici). Stanice je však již na území obce Dolního Dvořiště v katastrálním území Jenín a kvůli své vzdálenosti od města nemá příliš velký význam pro jeho dopravní obslužnost. Nejbližší autobusová zastávka pro přestup (Dolní Dvořiště, rozc. Rožmberk 4.0) se nachází téměř 700 metrů daleko.

## Společnost

### Festivaly
- Rožmberské slavnosti

## Pamětihodnosti
- Hrad Rožmberk – rozsáhlý hradní komplex na ostrohu nad řekou Vltavou. Jeho původní raně gotická část – tzv. Horní hrad ze 13. století, po požáru v roce 1522 již nebyl dále udržován. Zachovala se z něj pouze kruhová věž Jakobínka. Dnešní jádro hradu tvoří tzv. Dolní hrad. Později byl přestavován, poprvé ještě v gotickém slohu, začátkem 16. století renesančně, v 19. století opět regotizován. V místech původního Horního hradu stojí tzv. Nový zámek – obytná budova z 19. století.
- Židovské památky: Synagoga, starý a nový židovský hřbitov
- Kostel svatého Mikuláše, na náměstí, někdy je též uváděn jako kostel Panny Marie – cenná gotická stavba z roku 1271, přestavěná do dnešní podoby v 15. století. V presbytáři kroužená žebrová klenba z roku 1488, v síňovém trojlodí síťová klenba z roku 1583. Portál sakristie z roku 1510. Oltář kostela je raně barokní. V roce 1621 byl v tomto kostele pochován Karel Bonaventura Buquoy.
- Městské opevnění
- Radnice – čp. 74. Jádro stavby je z 15. století, průčelí dostavěno v 19. století.
- Kašna a socha svatého Jana Nepomuckého na náměstí
- Fara – pozdně gotická stavba z konce 15. století, později částečně barokizována.
- Přádelna – vystavěná v roce 1854, v provozu do roku 1950.

## Osobnosti
- Zikmund Pirchan (1389–1472), opat vyšebrodského kláštera a světící biskup pasovský, narodil se zde.
- Karel Bonaventura Buquoy (1571–1621), velitel císařských vojsk v třicetileté válce, je zde pohřben.

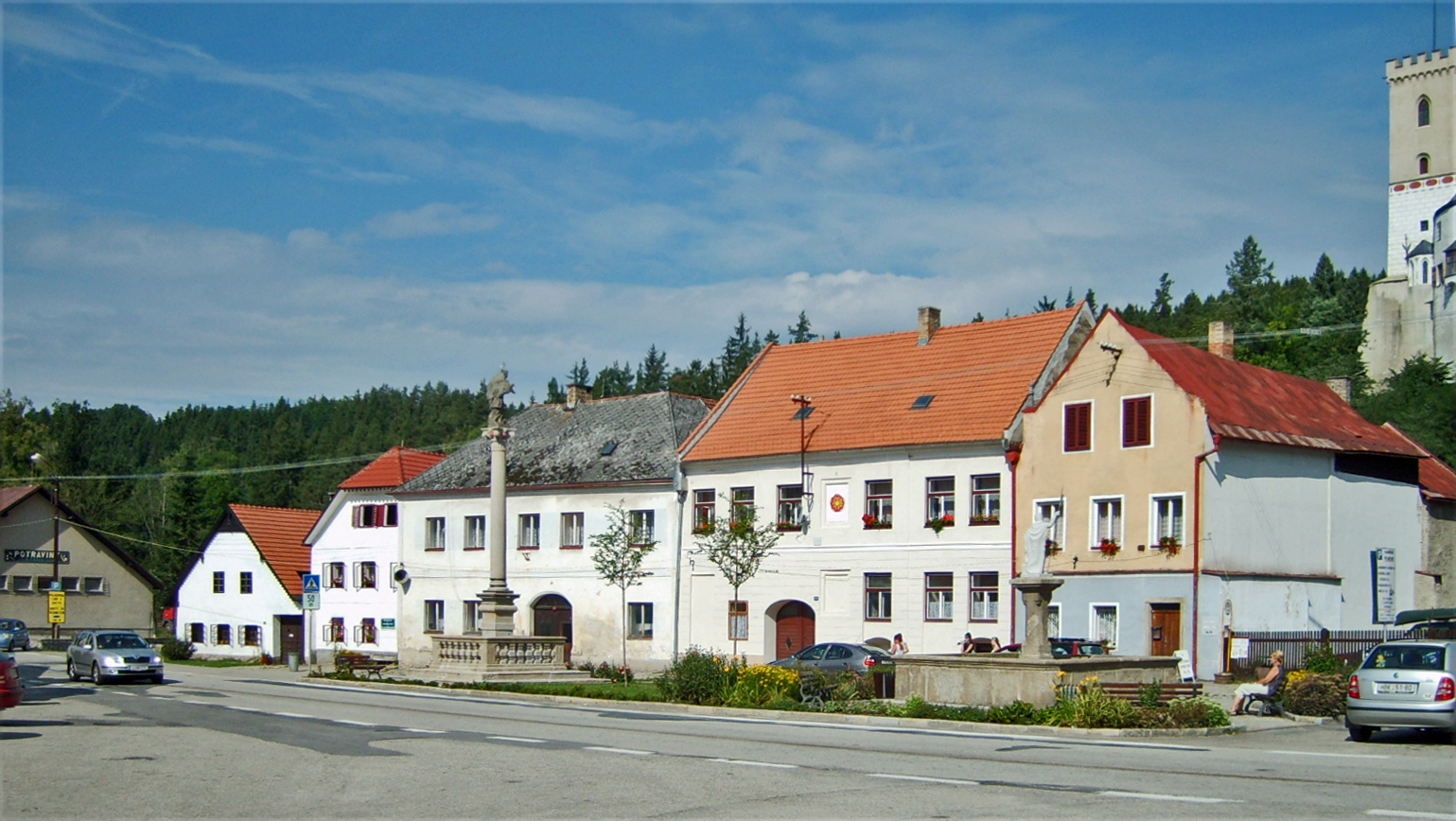
Radnice na náměstí

## Partnerská města
- Freistadt, Rakousko